# Meris
|  | Per a altres significats, vegeu «Llac Meris». |

Meris, en llatí Moeris, en grec antic Μοῖρις, normalment anomenat Meris Aticista, fou un destacat gramàtic grec del que no se'n sap res més que va ser autor de l'obra Μοίριδος Ἀττικιστοῦ λέξεις Ἀττικῶν καὶ Ἑλλήνων κατὰ στοιχεῖον que Foci anomena simplement Ἀττικιστής. Se suposa que va viure a la part final del segle ii.
L'autor en alguns manuscrits porta el nom d'Eumoeris o Enumoerides, i s'ha proposat que el seu nom podria ser Eli Meris. La seva obra comparava el dialecte àtic i altres dialectes grecs i consisteix en un llistat de paraules i expressions àtiques que són explicades en altres formes dialectals, especialment en grec comú. L'obra es conserva i fou publicada per primer cop el 1712 a Oxford.